# Operación Triunfo 2023
Operación Triunfo 2023 (abreujat OT 2023) és la dotzena edició del concurs musical espanyol Operación Triunfo. És emesa per Amazon Prime Video el 2023.
Succeeix l'edició del 2020, marcada per l'esclat de la pandèmia de COVID-19 a Espanya, amb tres anys de descans enmig. Constitueix l'inici de la quarta etapa d'Operación Triunfo, que ha passat tant per Televisió Espanyola com per Telecinco.
Va ser anunciada el 25 d'abril del 2023, però no es va fer saber cap data de càstings fins més tard.
Tot i que el format ha estat comprat per Prime Video a Tinet Rubira, l'emissora va assegurar que maldaria per mantenir-ne l'essència, per bé que hi introdueixi canvis. El funcionament del concurs, com anteriorment, es basa en gales setmanals en directe i hi ha un canal de YouTube que segueix els concursants al llarg del dia.
És la primera vegada que OT s'emet del tot en línia. De fet, és el primer xou d'impacte i concurs de talents espanyol transmès per aquest mitjà. Les gales en directe duren 90 minuts i es manté el Chat OT de després de les gales, tot a la plataforma Prime Video. Com a novetat d'aquesta edició, cada setmana hi ha un magazín a Prime Video amb un presentador i col·laboradors en el qual es comenta tot el que passa a l'Acadèmia amb contingut inèdit.
La cantant mallorquina i exconcursant d'OT 1, Chenoa, és la presentadora d'aquesta edició del programa.

## Concursants
| N.º                             | Concursant                | Edat | Residència                 | Informació    |
| 1                               | Naiara Moreno             | 26   | Saragossa                  | Guanyadora    |
| 2                               | Paul Thin                 | 20   | Armilla                    | 2n finalista  |
| 3                               | Ruslana Panchyshyna       | 18   | Madrid                     | 3a finalista  |
| 4                               | Juanjo Bona               | 19   | Magallón                   | 4t finalista  |
| 5                               | Lucas Curotto             | 23   | Vallirana                  | 5è finalsita  |
| 6                               | Martin Urrutia            | 18   | Getxo                      | 6è finalista  |
| 7                               | Bea Fernández             | 19   | San Fernando de Henares    | 10a expulsada |
| 8                               | Chiara Oliver             | 19   | Ciutadella de Menorca      | 9a expulsada  |
| 9                               | Álvaro Mayo               | 21   | Sevilla                    | 8è expulsat   |
| 10                              | Cristian "Cris" Bartolomé | 24   | San Cristóbal de La Laguna | 7è expulsat   |
| 11                              | Violeta Hódar             | 22   | Motril                     | 6a expulsada  |
| 12                              | Alex Márquez              | 24   | Còrdova                    | 5è expulsat   |
| 13                              | Salma Díaz                | 20   | Mijas                      | 4a expulsada  |
| 14                              | Almudena "Denna" Ruiz     | 22   | Ogíjares                   | 3a expulsada  |
| 15                              | Omar Samba                | 26   | Yunquera de Henares        | 2n expulsat   |
| 16                              | Suzete Correia            | 22   | Santa Cruz de Tenerife     | 1a expulsada  |
| Aspirants eliminats a la Gala 0 |                           |      |                            |               |
| 17                              | Lina de Sol               | 20   | Vigo                       | Eliminada     |
| 18                              | Edu Izaña                 | 26   | Santa Cruz de Tenerife     | Eliminat      |

## Professorat
El claustre de l'Acadèmia està format per:
- Noemí Galera, directora de càstings i directora de l’Acadèmia.
- Manu Guix, director musical.
- Mamen Márquez, professora de tècnica vocal.
- Vicky Gómez, coreògrafa.
- Abril Zamora, professora d’interpretació.
- Pablo Lluch, coach vocal.
- Vic Mirallas, coach vocal.
- Toni Hinojosa, professor de fitness.
- Gerard Ibañez, professor de cant coral.
- Verónica Blume, professora de ioga.
- Jill Earnshaw, professora d’anglés.
- Judith Endje, professora de ball urbà.

## Jurat
- Buika
- Pablo Rouss
- Cristina Regatero

La quarta persona integrant del jurat és una convidada especial que varia en cada gala:
- Gala 0: Anitta
- Gala 1: Natalia Jiménez
- Gala 2: Vanesa Martín
- Gala 3: Cami
- Gala 4: Carlos Rivera

## Taula d'estadístiques setmanal
|         | Gala 0    | Gala 1   | Gala 2    | Gala 3   | Gala 4    | Gala 5    | Gala 6    | Gala 7    | Gala 8    | Gala 9    | Gala 10    | Gala 11    | Gala Final | Gala Final |
| ------- | --------- | -------- | --------- | -------- | --------- | --------- | --------- | --------- | --------- | --------- | ---------- | ---------- | ---------- | ---------- |
| Naiara  | Entra     | Salvada  | Favorita  | Salvada  | Salvada   | Salvada   | Salvada   | Salvada   | Salvada   | Favorita  | Finalistaº | Finalista* | Pòdium     | Guanyadora |
| Paul    | Entra     | Favorit  | Salvat    | Nominatº | Salvat    | Nominat   | Salvat    | Salvat    | Nominat   | Nominat   | Finalista* | Finalistaº | Pòdium     | Segon      |
| Ruslana | Entra     | Salvada  | Salvada   | Salvada  | Favorita  | Salvada   | Salvada   | Salvada   | Nominadaº | Nominadaº | Candidataº | Finalista  | Pòdium     | Tercera    |
| Juanjo  | Entra     | Salvat   | Salvat    | Salvat   | Salvat    | Salvat    | Salvat    | Favorit   | Salvat    | Salvat    | Finalista  | Finalistaº | Quart      |            |
| Lucas   | Entra     | Nominat  | Salvat    | Salvat   | Salvat    | Salvat    | Salvat    | Nominatº  | Favorit   | Nominat   | Candidat   | Finalista  | Cinquè     |            |
| Martin  | Entra     | Salvat   | Salvat    | Salvat   | Salvat    | Nominatº  | Favorit   | Nominat   | Salvat    | Salvat    | Candidat   | Finalista  | Sisè       |            |
| Bea     | Entra     | Salvada  | Salvada   | Favorita | Nominada  | Salvada   | Nominada  | Nominada  | Nominada  | Salvada   | Candidata  | Expulsada  |            |            |
| Chiara  | Entra     | Salvada  | Salvada   | Salvada  | Nominadaº | Favorita  | Nominada  | Salvada   | Salvada   | Nominada  | Expulsada  |            |            |            |
| Álvaro  | Entra     | Salvat   | Salvat    | Salvat   | Salvat    | Nominat   | Nominatº  | Salvat    | Nominatº  | Expulsat  |            |            |            |            |
| Cris    | Entra     | Salvat   | Salvat    | Salvat   | Salvat    | Salvat    | Salvat    | Nominat   | Expulsat  |           |            |            |            |            |
| Violeta | Entra     | Salvada  | Nominada  | Nominada | Salvada   | Salvada   | Nominadaº | Expulsada |           |           |            |            |            |            |
| Álex    | Entra     | Nominat  | Nominat   | Salvat   | Nominat   | Nominat   | Expulsat  |           |           |           |            |            |            |            |
| Salma   | Entra     | Salvada  | Salvada   | Nominada | Nominada  | Expulsada |           |           |           |           |            |            |            |            |
| Denna   | Entra     | Nominada | Nominada  | Nominada | Expulsada |           |           |           |           |           |            |            |            |            |
| Omar    | Entra     | Salvat   | Nominat   | Expulsat |           |           |           |           |           |           |            |            |            |            |
| Suzete  | Entra     | Nominada | Expulsada |          |           |           |           |           |           |           |            |            |            |            |
| Lina    | Eliminada |          |           |          |           |           |           |           |           |           |            |            |            |            |
| Edu     | Eliminat  |          |           |          |           |           |           |           |           |           |            |            |            |            |

     Concursant que entra l'Acadèmia mitjançant el passi directe atorgat pel professorat.
     Aspirant que entra en l'Acadèmia per decisió del jurat.
     Aspirant que en l'Acadèmia per decisió dels professors.
     Aspirant que entra en l'Acadèmia via televot.
     Aspirant eliminat de la Gala 0 via televot.
     Concursant fora de l'Acadèmia
     Concursant eliminat via televot.
     Concursant nominat.
     Concursant proposat pel jurat per abandonar l'acadèmia, però salvat pel professorat.
     Concursant proposat pel jurat per abandonar l'acadèmia, però salvat pels companys.
     Favorit de la setmana via aplicació mòbil.
     Candidat a favorit de la setmana via aplicació mòbil amb el tercer nombre de vots major.
     Candidat per a esdevindre finalista.
     Finalista elegit que avança a la següent fase del concurs.
     Finalista elegit pel jurat.
     Finalista elegit pel televot.
     Finalista fora del pòdium.
     3r/a finalista.
     2n/a finalista.
     Guanyador/a.
º: Candidat a favorit i nominat en la mateixa setmana.
*: Favorit i nominat en la mateixa setmana.

### Votacions dels companys
|         | Gala 1       | Gala 2       | Gala 3       | Gala 4       | Gala 5      | Gala 6       | Gala 7       | Gala 8       | Gala 9       | Vots totals |
| ------- | ------------ | ------------ | ------------ | ------------ | ----------- | ------------ | ------------ | ------------ | ------------ | ----------- |
| Naiara  | Denna        | Violeta      | Salma        | Salma        | Álex        | Bea          | Bea          | Paul         | Lucas        | [0]         |
| Paul    | Denna        | Violeta      | Salma        | Salma        | Nominat (0) | Chiara       | Bea          | Nominat (2)  | Lucas        | 2           |
| Ruslana | Suzete       | Omar         | Denna        | Bea          | Álvaro      | Chiara       | Martin       | Bea          | Nominada (3) | 3           |
| Juanjo  | Denna        | Violeta      | Salma        | Bea          | Álvaro      | Bea          | Martin       | Bea          | Ruslana      | [0]         |
| Lucas   | Nominat (2)  | Álex         | Salma        | Álex         | Álex        | Bea          | Cris         | Paul         | Nominat (2)  | 4           |
| Martin  | Lucas        | Violeta      | Violeta      | Bea          | Álvaro      | Chiara       | Nominat (3*) | Bea          | Ruslana      | 3           |
| Bea     | Suzete       | Omar         | Salma        | Nominada (5) | Álvaro      | Nominada (5) | Nominada (3) | Nominada (4) | Ruslana      | 17          |
| Chiara  | Denna        | Violeta      | Violeta      | Salma        | Álvaro      | Nominada (3) | Martin       | Bea          | Nominada (0) | 3           |
| Álvaro  | Denna        | Omar         | Violeta      | Bea          | Nominat (5) | Bea          | Bea          | Nominat (0)  | Expulsat     | 5           |
| Cris    | Lucas        | Álex         | Violeta      | Bea          | Álex        | Bea          | Nominat (1)  | Expulsat     |              | 1           |
| Violeta | Denna        | Nominada (7) | Nominada (4) | Salma        | Álex        | Nominada (0) | Expulsada    |              |              | 11          |
| Álex    | Denna        | Nominat (2)  | Denna        | Nominat (1)  | Nominat (4) | Expulsat     |              |              |              | 7           |
| Salma   | Denna        | Violeta      | Nominada (5) | Nominada (4) | Expulsada   |              |              |              |              | 9           |
| Denna   | Nominada (9) | Violeta      | Nominada (2) | Expulsada    |             |              |              |              |              | 11          |
| Omar    | Denna        | Nominat (3)  | Expulsat     |              |             |              |              |              |              | 3           |
| Suzete  | Nominada (2) | Expulsada    |              |              |             |              |              |              |              | 2           |

- [0] El concursant té 0 vots perquè mai va estar exposat a la votació dels seus companys.
- * Concursant empatat que va ser salvat pel vot del favorit.
- Concursant nòmada favorit amb el vot definitiu en cas d'empat.
- Vot del concursant nominat i salvat pel professorat.
- Concursant nominat i salvat pels vots dels companys.
- Concursant nominat.
- Concursant expulsat.

## Gales
| Gala | Actuacions | Concursants                                                                                         |
| ---- | --- | --------------------------------------------------------------------------------------------------- |
| 0    | - Alex: «Juramento eterno de sal» d'Álvaro de Luna. - Álvaro: «...Baby One More Time» de Britney Spears. - Bea: «Never Can Say Goodbye» de Gloria Gaynor - Chiara: «For Once in My Life» de Stevie Wonder - Cris: «Pasos de cero» de Pablo Alborán - Denna: «A ella» de Karol G - Juanjo: «Crazy Little Thing Called Love» de Queen - Lucas: «De música ligera» de Soda Stereo - Martin: «Somewhere Only We Know» de Keane - Naiara: «Me muero» de La Quinta Estación - Omar: «Canela en rama» d'El Kanka - Paul: «Way Down We Go» de Kaleo - Ruslana: «I Love Rock 'n' Roll» de Joan Jett & the Blackhearts - Salma: «Historia de un amor» de Carlos Eleta Almarán - Suzete: «Di mi nombre» de Rosalía - Violeta: «Crazy» de Patsy Cline - Lina: «Nunca es suficiente» de Natalia Lafourcade - Edu: «Regrésame mi corazón» de Carlos Rivera | - Aspirants eliminats: Lina i Edu.                                                                  |
| 1    | - Canço grupal: «Libertad» de Nil Moliner. - Martin i Álex: «Titoteo» de Marc Seguí. - Lucas y Omar: «Acalorado» de Los Diablos. - Paul i Chiara «El encuentro» de Alizzz i Amaia. - Denna i Violeta: «Padam Padam» de Kylie Minogue. - Cris i Ruslana: «Save your tears» de The Weeknd i Ariana Grande. - Suzete i Bea: «Young Hearts Run Free» de Candi Staton. - Juanjo i Salma: «A tu vera» versió de Carlos Rivera i Indiana Martínez. - Álvaro i Naiara: «Pa no verte más» versió de Thalía i Kenia OS. - Nia Correia (artista convidada): «Caminito de lamento» i «Brujeria». | - Concursant preferit: Paul. - Concursants nominats: Lucas i Suzete.                                |
| 2    | - Cançó grupal: «Alright» de Superglass. - Lucas: «Dígale» de David Bisbal. - Suzete: «A song for you» de Leon Russell. - Juanjo i Cris «Leave the door open» de Bruno Mars. - Martin i Paul: «Little green bag» de George Baker. - Álex i Violeta: «Quiero decirte» de Ana Mena i Abraham Mateo. - Álvaro i Denna «El fin del mundo» de La La Love You. - Ruslana, Chiara i Bea: «Walk like an egyptian» de The Bangles. - Omar, Salma i Naiara: «Se fue» de Laura Pausini. - Vicco i Abraham Mateo (artistes convidats): «tequiero» | - Concursant preferit: Naiara. - Concursant expulsat: Suzete. - Concursants nominats: Álex i Omar.  |
| 3    | - Cançó grupal: «DIME» de Beth Rodergas. - Álex: «Ladrona» de Morat. - Omar: «La canción más hermosa del mundo» de Joaquin Sabina. - Naiara: «Tómame o déjame» de Mocedades. - Juanjo, Álvaro i Bea: «Unholy» de Sam Smith. - Lucas, Paul i Chris: «Back for good» de Take that. - Denna i Salma: «La plazuela» de Peiname Juana. - Ruslana i Martin: «Inmortal» de La oreja de Van Gogh. - Chiara i Violeta: «I kissed a girl» de Katy Perry. - Morat (artista convidat): «Sobreviviste». | - Concursant preferit: Bea. - Concursant expulsat: Omar. - Concursants nominats: Denna i Violeta.   |
| 4    | - Cançó grupal: «Sweet Caroline» de Neil Diamond. - Denna: «Dragón» de Lola Índigo. - Violeta: «Es por ti» de Juanes. - Bea: «Peces de Ciudad» de Ana Belén. - Salma i Paul: «Bad habits» de Ed Sheeran. - Ruslana i Naiara: «Salvaje» de Nathy Peluso. - Martin i Juanjo: «God Only Know» de The Beach Boys. - Álvaro i Chris: «I drove the night» de Cindy Lauper. - Álex, Chiara i Lucas: «Perreo bonito» de Carlos Sadness i La Bien Querida. - Carlos Rivera (artista convidat): «Para ti». | - Concursant preferit: Ruslana. - Concursant expulsat: Denna. - Concursants nominats: Álex i Salma. |